# تقاضای پول
در اقتصاد پولی ، تقاضا برای پول ، نگهداری مطلوب دارایی های مالی به شکل پول است : یعنی پول های نقدی یا  سپرده های بانکی به جای سرمایه گذاری. این می تواند به تقاضای پول که به عنوان M1 (منابع مستقیم قابل مصرف) یا به معنای وسیع تر M2 یا M3  تعریف می شود ،اشاره داشته باشد.
پول در  M1 به عنوان ذخیره ارزش (حتی موقت) توسط دارایی های دارای بهره شناخته می شود.
با این حال M1 برای انجام معاملات ضروری است. به عبارت دیگر ، نقدینگی را تأمین می کند. این امر بین نگه داشتن پول نقد برای هزینه های آینده نزدیک و مزیت بهره ی نگهداری موقت سایر دارایی ها معامله ای ایجاد می کند. تقاضا برای M1 نتیجه داد و ستد در مورد مسئله ای است که در آن باید بودجه شخص صرف شود. در اقتصاد کلان انگیزه های نگهداری ثروت شخص به شکل M1 را می توان تقریباً به انگیزه معاملاتی  و  انگیزه ی احتیاطی تقسیم بندی  کرد . تقاضا برای آن بخش هایی از مفهوم پول گسترده تر  M2 که دارای نرخ بهره قابل توجه است ، بر اساس تقاضای دارایی است . این موارد را می توان به انگیزه های پایه اقتصاد خرد بیشتر برای نگهداری پول تقسیم کرد.
به طور کلی ، تقاضای اسمی برای پول با سطح تولید اسمی (سطح قیمت برابر تولید واقعی) افزایش می یابد و با نرخ بهره اسمی کاهش می یابد. تقاضای واقعی پول به عنوان مقدار اسمی پول  تقسیم شده بر سطح قیمت تعریف می شود. بایک عرضه پول مشخص, مکان هندسی نرخ بهره  و درآمد که در آن تقاضای پول با عرضه پول برابر است به عنوان منحنی LM شناخته می شود .
میزان نوسانات تقاضای پول پیامدهای اساسی برای روش بهینه که در آن بانک مرکزی باید سیاست های پولی و انتخاب یک درآمد اسمی   را انجام دهد, دارد.
وقتی که منحنی LM افقی است ، افزایش حجم پول هیچ اثر محرکی ( دام نقدینگی ) ندارد ،این مسئله در تئوری کینزی نقش مهمی دارد. این وضعیت زمانی اتفاق می افتد که تقاضای پول با توجه به نرخ بهره بی نهایت کشش پذیر باشد.
یک معادله ی معمول تقاضای پول  به صورت زیر نوشته می شود
{\displaystyle M^{d}=P\times L(R,Y)\,}
اگر {\displaystyle M^{d}} مقدار اسمی پول مورد تقاضا ، P سطح قیمت ، R نرخ سود اسمی ، Y درآمد واقعی و L (.) تقاضای واقعی پول باشد. نام جایگزین برای {\displaystyle L(R,Y)} تابع رجحان نقدینگی است .

## انگیزه های نگهداری پول

### انگیزه معاملاتی
انگیزه معاملات برای تقاضای M1 (موجودی پول مستقیم قابل مصرف) ناشی از نیاز به نقدینگی برای معاملات روزانه در آینده ی نزدیک است. این نیاز زمانی ایجاد می شود که درآمد فقط گاهی اوقات (مثلاً هر ماه یکبار) با مبالغ گسسته دریافت شود اما هزینه ها به طور مداوم اتفاق می افتد.

#### نظریه مقداری پول
اساسی ترین انگیزه معاملات "کلاسیک" را می توان با اشاره به تئوری مقداری  پول  نشان داد .  طبق معادله مبادله MV = PY ، جایی که M سهام پول است ، V سرعت آن است (چند بار واحد پول در طی یک دوره زمانی معکوس می شود) ، P سطح قیمت و Y درآمد واقعی است. در نتیجه ، PY درآمد اسمی یا به عبارت دیگر تعداد معاملات انجام شده در یک اقتصاد در طی یک دوره زمانی است. تنظیم مجدد هویت فوق و تفسیر رفتاری از آن به عنوان تقاضای پولی که داریم
{\displaystyle M^{d}=P{\frac {Y}{V}}\,}
یا از نظر تقاضا برای مانده واقعی
{\displaystyle {\frac {M^{d}}{P}}={\frac {Y}{V}}\,}
از این رو در این فرمول بندی ساده ، تقاضا برای پول تابعی از سرعت و قیمت ثابت است ، تابعی از قیمت ها و درآمد است.

#### مدل های موجودی انبار
مقدار پولی که برای معاملات تقاضا می شود نیز به نرخ سود اسمی بستگی دارد. این امر به دلیل عدم هماهنگی بین زمان مورد نظر برای خرید و زمان پرداختفاکتور (مانند دستمزد) به وجود می آید. به عبارت دیگر ، گرچه کارگران ممکن است فقط یکبار در ماه حقوق بگیرند ، اما به طور کلی تمایل به خرید دارند و در نتیجه در طول ماه به پول نیاز دارند.
مشهورترین نمونه یک مدل اقتصادی که مبتنی بر چنین ملاحظاتی است ، مدل Baumol-Tobin است .  در این مدل فرد درآمد خود را به صورت دوره ای دریافت می کند ، به عنوان مثال ، فقط یک بار در ماه ، اما آرزو دارد که به طور مداوم خرید کند. فرد می تواند تمام درآمد خود را همیشه با خود حمل کند و از آن برای خرید استفاده کند. با این حال ، در این صورت او از نرخ بهره (اسمی) که می تواند با نگه داشتن درآمد خود در بانک بدست آورد ، صرف نظر کرده است. استراتژی بهینه شامل نگه داشتن بخشی از درآمد شخص در بانک و بخشی به عنوان پول نقد است. بخش پول به طور مداوم کاهش می یابد زیرا فرد خرید می کند و سپس او سفرهای پرهزینه (پرهزینه) به بانک می کند تا منابع مالی خود را دوباره پر کند. تحت برخی فرضهای ساده تقاضای پول حاصل از مدل Baumol-Tobin توسط ارائه می شود
{\displaystyle {\frac {M^{d}}{P}}={\sqrt {\frac {tY}{2R}}}\,}
t هزینه رفتن به بانک است ، R نرخ سود اسمی و P و Y مانند قبل است.
تفاوت کلیدی این فرمول با آنچه بر اساس یک نسخه ساده از تئوری مقدار ساخته شده است این است که اکنون تقاضا برای مانده واقعی به درآمد (مثبت) یا سطح معاملات مورد نظر و هم به نرخ سود اسمی (منفی) بستگی دارد.

#### مبانی خرد برای تقاضای پول
در حالی که مدل Baumol-Tobin توضیحی از دیدگاه اقتصاد خرد برای شکل تابع تقاضای پول ارائه می دهد ، اما به طور کلی بسیار انتزاعی است که نمی‌تواند در مدل های مدرن اقتصاد کلان ، به ویژه مدل های تعادل عمومی پویای تصادفی گنجانده شود. در نتیجه ، بیشتر مدلهای این نوع به روشهای غیر مستقیم ساده تری متوسل می شوند که روح انگیزه معاملات را به خود جلب می کنند. دو روش متداول که مورد استفاده قرار می گیرند: مدل محدودیت نقدی پیش پرداخت (که گاهی اوقات آن را مدل محدودیت کلر می نامند) و مدل تابع پول در کاربری (MIU) (به عنوان مدل سیندراوسکی شناخته می شود). 
در مدل پیش پرداخت نقدی ، بنگاه ها محدود به انجام معاملات معادل یا کمتر از دارایی پول خود هستند. در مدل MIU ، پول مستقیماً واردمطلوبیت  بنگاه ها می شود و "خدمات نقدینگی" ارائه شده توسط پول را می گیرد.   

### تقاضای احتیاطی
تقاضای احتیاطی M1 نگهداری وجوه معاملاتی برای استفاده در صورت بروز نیازهای غیر منتظره برای هزینه فوری است.

### انگیزه دارایی
انگیزه دارایی برای تقاضای اقدامات پولی گسترده تر ، M2 و M3 ، بیان می کند که مردم پول را به عنوان راهی برای نگه داشتن ثروت درخواست می کنند. در حالی که هنوز فرض بر این است که پول به معنای M1 برای انجام معاملات نگهداری می شود ، این روش به عنوان انگیزه اضافی بر بازده بالقوه دارایی های مختلف (از جمله پول تعریف شده به طور گسترده) تمرکز می کند.

#### انگیزه سفته بازی
جان مینارد کینز ، در بیان دلایل سفته بازی برای نگهداری پول ، بر انتخاب بین پول و اوراق قرضه تأکید کرد. اگر بنگاه هاه انتظار داشته باشند که نرخ سود اسمی آینده (بازده اوراق قرضه) کمتر از نرخ فعلی باشد ، آنها منابع مالی خود را کاهش می دهند و دارایی اوراق قرضه خود را افزایش می دهند. اگر نرخ بهره در آینده کاهش یابد ، در آن صورت قیمت اوراق قرضه افزایش می یابد و نمایندگان به سود سرمایه اوراق خریداری شده خود پی برده اند. این بدان معنی است که تقاضای پول در هر دوره به نرخ بهره اسمی فعلی و نرخ بهره مورد انتظار در آینده بستگی خواهد داشت (علاوه بر انگیزه های معامله استاندارد که به درآمد بستگی دارد).
این واقعیت که تقاضای فعلی برای پول می تواند به انتظارات از نرخ بهره آینده بستگی داشته باشد ، تأثیراتی در نوسانات تقاضای پول دارد. اگر این انتظارات شکل بگیرد ، همانطور که از نظر کینز ، توسط "روح حیوانات" تغییر می کند ، احتمالاً تغییر ناپذیری ایجاد می کند و تقاضای پول کاملاً بی ثبات است.

#### انگیزه سبد سرمایه‌گذاری
انگیزه نمونه کارها همچنین بر تقاضای پول بیش از آنچه برای انجام معاملات مورد نیاز است تمرکز دارد. چارچوب اساسی به جیمز توبین  برمی گردد ، وی شرایطی را در نظر گرفت که نمایندگان می توانند ثروت خود را به نوعی دارایی کم خطر / کم بازده (در اینجا پول) یا دارایی پر خطر / بازده بالا (اوراق قرضه یا حقوق صاحبان سهام) نگه دارند. بنگاه ها به عنوان یکی از بازیگران اقتصاد ترکیبی از این دو نوع دارایی (نمونه کارها) را بر اساس معامله بازده مورد انتظار برای ریسک انتخاب می کنند. برای نرخ بازده مورد انتظار ، افراد ریسک گریز ، سهم بیشتری از پول را در سبد سهام خود انتخاب می کنند. به همین ترتیب ، با توجه به درجه ریسک پذیری فرد ، بازده مورد انتظار بالاتر (نرخ سود اسمی به اضافه سود قابل انتظار برای اوراق قرضه) باعث می شود که نمایندگان از پول مطمئن دور شوند و به دارایی های پر خطر تبدیل شوند. مانند سایر انگیزه های فوق ، این رابطه منفی بین نرخ سود اسمی و تقاضای پول ایجاد می کند. با این حال ، آنچه علاوه بر این در مدل توبین اهمیت دارد ، نرخ ذهنی ریسک گریزی و همچنین درجه عینی ریسک سایر دارایی ها است ، به عنوان مثال ، با انحراف معیار سود و زیان سرمایه حاصل از نگهداری اوراق قرضه و / یا انصاف.

## برآورد تجربی از توابع تقاضای پول

### آیا تقاضای پول پایدار است؟
فریدمن و شوارتز در سال 1963 در کار خود با عنوان "تاریخچه پولی ایالات متحده" اظهار داشتند که تقاضای موجودی واقعی تابعی از درآمد و نرخ بهره است. برای دوره زمانی ای که آنها در حال مطالعه بودند ، به نظر می رسید که این درست است. با این حال ، اندکی پس از انتشار کتاب ، به دلیل تغییر در بازارهای مالی و مقررات مالی ، تقاضای پول بی ثبات تر شد. محققان مختلف نشان دادند که تقاضای پول پس از سال 1975 بسیار ناپایدارتر شد. اریکسون ، هندری و پرستویچ (1998) مدلی از تقاضای پول را بر اساس انگیزه های مختلف ذکر شده در بالا در نظر می گیرند و آن را با داده های تجربی آزمایش می کنند. به نظر می رسید که مدل اساسی برای دوره 1878 تا 1975 به خوبی کار کرده است و به نظر نمی‌رسد نوسانات زیادی در تقاضای پول وجود داشته باشد ، در نتیجه مشابه نظر فریدمن و شوارتز است. این حقیقت حتی با وجود این واقعیت درست که دو جنگ جهانی در این بازه زمانی می تواند منجر به تغییر سرعت گردش پول شود . با این حال ، هنگامی که از همان مدل اساسی در داده های مربوط به سال های 1976 تا 1993 استفاده می شود ، عملکرد ضعیفی دارد. به طور خاص ، به نظر می رسد تقاضای پول نسبت به نرخ بهره حساس نیست و به نظر می رسد نوسانات برون زای بسیار بیشتری باشد. نویسندگان علت این تفاوت را نوآوری های فناوری در بازارهای مالی ، مقررات زدایی مالی و موضوع مربوط به تغییر فهرست دارایی های در نظر گرفته شده در تعریف پول می دانند. محققان دیگر این یافته را با داده های اخیر و در یک دوره طولانی تر تایید کردند. به نظر می رسد تقاضای پول زمانی متفاوت است که به تأثیر واقعی تعادل خانوار نیز بستگی دارد. 
لارنس بال پیشنهاد می کند که استفاده از مجموع های تعدیل شده ، مانند شبه پول، می تواند عملکرد تقاضای پایدارتری ایجاد کند. وی نشان می دهد که استفاده از بازده شبه  باعث انحراف کمتری نسبت به مدل های قبلی می شود. 

## اهمیت نوسانات تقاضای پول برای سیاست های پولی
اگر تقاضا برای پول پایدار باشد ، یک سیاست پولی متشکل از یک قانون پولی که نرخ رشد برخی از کل پولی را هدف قرار می دهد (مانند M1 یا M2) می تواند به ثبات اقتصاد کمک کند یا حداقل سیاست پولی را به عنوان منبع اقتصاد کلان حذف کند. نوسان. بعلاوه ، اگر تقاضا برای پول به طور غیرقابل پیش بینی تغییر نکند ، هدف گذاری عرضه پول راهی مطمئن برای دستیابی به نرخ تورم ثابت است. این را می توان به راحتی با نظریه کمیت معادله پول که در بالا آورده شد ، مشاهده کرد. وقتی این معادله به نرخ رشد  تبدیل شود داریم:
{\displaystyle g_{m}+g_{v}=\pi +g_{y}\,}
که می گوید نرخ رشد عرضه پول به علاوه نرخ رشد سرعت آن برابر با نرخ تورم به علاوه نرخ رشد تولید واقعی است. اگر تقاضای پول پایدار باشد سرعت آن ثابت و {\displaystyle g_{v}=0} . علاوه بر این ، در دراز مدت تولید واقعی با نرخ ثابت برابر با مجموع نرخ رشد جمعیت ، دانش فنی و فناوری موجود ، رشد می کند و به همین ترتیب برون زا است. در این حالت معادله فوق را می توان برای نرخ تورم حل کرد:
{\displaystyle \pi =-g_{y}+g_{m}\,}
در اینجا ، با توجه به نرخ رشد بلند مدت تولید ، تنها عامل تعیین کننده نرخ تورم ، نرخ رشد عرضه پول است. در این حالت تورم در طولانی مدت یک پدیده کاملاً پولی است. یک سیاست پولی که عرضه پول را هدف قرار می دهد می تواند اقتصاد را تثبیت کند و نرخ تورم غیر متغیری را تضمین کند.
اگر تقاضای پول پایدار نباشد ، تجزیه و تحلیل می شود - برای مثال ، اگر سرعت معادله فوق ثابت نباشد. در آن صورت ، ضربه به تقاضای پول تحت هدف قرار دادن عرضه پول به تغییر در نرخ بهره واقعی و اسمی تبدیل می شود و منجر به نوسانات اقتصادی می شود. یک سیاست جایگزین برای هدف قرار دادن نرخ بهره به جای عرضه پول ، می تواند بر این نتیجه بهبود یابد زیرا عرضه پول با شوک های تقاضای پول تنظیم می شود و نرخ بهره (و از این رو فعالیت اقتصادی) نسبتاً ثابت است.
بحث فوق حاکی از این است که نوسان تقاضای پول برای نحوه سیاستگذاری پولی اهمیت دارد. اگر بیشتر شوک های تقاضای کل که بر اقتصاد تأثیر می گذارد از طرف مخارج ، یعنی منحنی IS  حاصل شود ، پس سیاست هدف گذاری عرضه پول نسبت به سیاست هدف گذاری نرخ بهره تثبیت می شود. با این حال ، اگر بیشتر شوک های تقاضای کل ناشی از تغییر در تقاضای پول باشد که بر منحنی LM تأثیر می گذارد ، در این صورت سیاست هدف گذاری عرضه پول بی ثبات خواهد شد.